# إيمرسون رويال
إيمرسون أباريسيدو ليتي دي سوزا جونيور (بالبرتغالية: Emerson Aparecido Leite de Souza Junior‏) (من مواليد 14 يناير 1999 في ساو باولو) ويُعرف باسم إيمرسون رويال أو إيمرسون هو لاعب كرة قدم برازيلي يلعب في مركز الظهير الأيمن مع نادي إيه سي ميلان في الدوري الإيطالي، وسبق وأن لعب مع ريال بيتيس، أتلتيكو مينيرو، ونادي برشلونة وتوتنهام هوتسبير.
في 31 يناير 2019، اتفق نادي برشلونة مع نادي أتلتيكو مينيرو على انتقال إيمرسون إلى نادي برشلونة ابتداءاً من 1 يوليو 2019، مقابل 12 مليون يورو، وبعقد يمتد لـ خمس مواسم. ولعب ايمرسون مع نادي ريال بيتيس سبيل الإعارة حتى نهاية موسم 2020-21.

## روابط خارجية
- إيمرسون رويال على موقع الاتحاد الأوربي (الإنجليزية)
- إيمرسون رويال على موقع إي إس بي إن إف سي (الإنجليزية)
- إيمرسون رويال على موقع قاعدة بيانات كرة القدم.إي يو (الإنجليزية)
- إيمرسون رويال على موقع ليكيب (الفرنسية)
- إيمرسون رويال على موقع ناشيونال فوتبول تيمز (الإنجليزية)
- إيمرسون رويال على موقع Soccerbase.com (لاعب) (الإنجليزية)
- إيمرسون رويال على موقع Soccerway.com (الإنجليزية)
- إيمرسون رويال على موقع عالم كرة القدم.نت (الإنجليزية)